# Trịnh Phong
Trịnh Phong (?-1886) là một trong những người lãnh đạo Phong trào Cần Vương chống Pháp tại tỉnh Khánh Hòa, được quân khởi nghĩa và nhân dân tôn làm "Bình Tây đại tướng".

## Tiểu sử
Trịnh Phong sinh tại thôn Phú Vinh, tổng Xương Hà, huyện Vĩnh Xương (nay thuộc xã Vĩnh Thạnh, thành phố Nha Trang). Năm 1864 ông đậu Võ cử nhân và nhận chức đề đốc của triều đình nhà Nguyễn. Năm 1885, hưởng ứng theo Chiếu Cần Vương của vua Hàm Nghi, ông cùng với Lê Nghị, Trần Đường, Nguyễn Khanh, Phạm Chánh, Nguyễn Dị, Nguyễn Lương, Nguyễn Sum, Phạm Long, Nguyễn Trung Mưu thành lập Bình Tây cứu quốc đoàn với khẩu hiệu Tiểu tặc trừ gian bình quốc loạn; Hưng binh ứng nghĩa phục giang san kêu gọi người dân Khánh Hòa tham gia quân khởi nghĩa chống Pháp. Trịnh Phong được nhân dân tôn làm Bình Tây đại tướng thống lĩnh nghĩa quân đóng tại thành Diên Khánh.
Mùa thu năm 1885, quân Pháp đổ bộ vào Nha Trang, Trịnh Phong giao thành Diên Khánh cho Lê Nghị, tự mình dẫn quân xuống đánh, bị thua phải bỏ Nha Trang chia binh làm 2, một nửa kéo về giữ thành Diên Khánh. Thành bị vây mấy tháng, Trịnh Phong phải thừa lúc đêm tối mở vòng vây giải thoát, kéo quân ra phía Bắc hợp với quân của Trần Đường tại núi Phổ Đà.
Quân Pháp sau khi ổn định tại Nha Trang và Diên Khánh, tiếp tục tiến đánh phía bắc Khánh Hòa. Nhờ thế núi hiểm trở, sử dụng lối đánh du kích và sự ủng hộ của nhân dân, nghĩa quân cầm cự được gần 1 năm. Quân Pháp phải cầu viện Sài Gòn.
Tháng 6 năm 1886, Pháp sai thiếu tá De Lorme, công sứ Aymonier và đốc phủ sứ Trần Bá Lộc kéo đại binh ra Khánh Hòa. Tổng hành dinh ở núi Phổ Đà bị tấn công, Trần Đường bị giết. Trịnh Phong phục kích ở khoảng giữa Hòn Hèo và Hòn Khói, dùng hỏa công diệt trọn 1 toán quân lê dương. Nhân dân bị khủng bố không dám để cho con em gia nhập nghĩa quân và không dám cung cấp lương thực, dẫn đến quân Cần Vương yếu dần và thua trận ở núi Ðá Ðen (Vạn Ninh), núi Tiên Du (Ninh Hòa), đèo Rọ Tượng. Trong vòng không đầy ba tháng, Trần Bá Lộc đã dẹp yên được phong trào Cần Vương ở Khánh Hòa. Cuối tháng 8 năm 1886, Trịnh Phong bị bắt. Ngày 11 tháng 9 năm 1886, ông cùng với 6 người khác trong đó có Nguyễn Khanh, Phạm Chánh, Nguyễn Sum, Phạm Long bị xử trảm và gần một trăm người bị đày vào Cam Ranh.

## Ghi công
Miếu thờ Trịnh Phong nằm gần cây Dầu đôi thuộc thôn Phú Ân Nam, xã Diên An, huyện Diên Khánh, tỉnh Khánh Hòa. Ngày 30 tháng 8 năm 1991, miếu thờ Trịnh Phong được Bộ Văn hóa Thông tin xếp hạng Di tích lịch sử quốc gia theo quyết định số 1548 – QĐ.
Tên ông cũng được đặt làm tên đường ở Nha Trang và Diên Khánh.